# 민주주의민족전선
민주주의민족전선(民主主義民族戰線)은 미군정 시기에 서울에서 결성된 좌파 계열의 연합 단체이다. 약칭은 민전이다.

## 결성
1945년 12월의 모스크바 3상회의 결정을 놓고 한민족이 좌파와 우파로 갈라져 대결하는 이념분쟁이 본격적으로 시작되면서, 1946년 2월에 미군정 지역의 좌파 계열 정당 및 사회단체가 집결하여 결성되었다.
조선공산당, 조선인민당, 남조선신민당, 조선민족혁명당 등과 전평, 전농, 청년총동맹, 부녀총동맹, 각종 문화단체 등이 가입하였고, 대한민국 임시정부 국무위원으로 활동했던 김원봉, 장건상, 성주식, 김성숙과 중도우파에서 활동하였던 이극로, 천도교 간부 오지영 등이 가담했다. 공동의장단은 여운형, 박헌영, 허헌, 김원봉, 백남운의 다섯 명으로 구성되었다.
우파 계열이 김구 중심의 비상국민회의를 출범시키고 미군정 자문기관으로 남조선대한국민대표민주의원이 설치되자, 이에 대응하여 좌파 정치 세력의 결집을 시도한 성격이 짙다. 주도 단체는 조선공산당이었다.
이 단체 결성을 계기로 좌파 계열의 진용 정비가 이루어지면서 신탁통치 문제를 불씨로 삼은 좌·우파의 대립은 더욱 격화되었다.

## 강령 및 활동
민주주의민족전선의 강령은 모스크바 3상회의 결정 지지, 5당연합체 탈퇴, 비상국민회 반대, 미소공동위원회 지지, 친일파 처단, 토지 개혁, 8시간 노동제 실시 등이었다. 이 단체는 친일파의 범위를 구체적으로 규정하고, 산하에 친일파·민족반역자 심사위원회를 구성하기도 했다.
제1공화국 정부가 수립되어 분단이 확정된 뒤에는 조선민주주의인민공화국 정부 수립에 참여하였다. 민주주의민족전선의 조직은 각 마을과 직장 단위로 비밀 투표를 받아 황해도 해주에서 열린 인민대표자회의에 참석하였고, 삼팔선 이남 지역을 대표하는 최고인민회의 대의원 360명을 선출하는 작업을 주도했다.

## 강령 5원칙 전문
*조선의 민주 독립을 보장하는 3상회의 결정을 전면적으로 지지함으로써 미소공의 속개촉진 운동을 전개하여 남북통일의 민주주의 임시정부 수립에 매진하여 북조선 민주주의민족전선과 직접 회담하여 전국적 행동통일을 기함.
- 토지개혁(무상몰수·무상분배), 중요 산업 국유화, 민주주의 노동법령  및 정치적 자유를 위시한 민주주의 기본과업에 매진할 것.
- 친일파, 민족반역자, 친파쇼 반동 거두들을 완전히 배제하고 테러를 철저히 박멸하며 검거·투옥된 민주주의 애국지사의 즉시석방을 실현하여 민주주의적 정치운동을 활발히 전개할 것.
- 남조선에 있어서도 정권을 군정으로부터 인민의 자주기관인  인민위원회에 즉시 이양할 것.
- 군정 고문기관 혹은 입법기관 창설에 반대할 것.

## 해체
미군정은 정판사 위조지폐 사건을 계기로 조선공산당을 사실상 불법화하였다.이에 민주주의민족전선의 주요 참여자들이 미군정의 탄압을 피해 월북하거나 피신하거나 체포되었다. 민주주의민족전선도 지하 활동에 들어가게 되었다
1949년 9월에 평양에서 민주주의민족전선과 조선민주주의인민공화국의 민주주의민족통일전선이 통합하여 조국통일민주주의전선을 결성하면서 발전적으로 해체되었다.

## 같이 보기
- 조국통일민주주의전선
- 비상국민회의
- 남조선대한국민대표민주의원
- 조선공산당
- 정판사 위조지폐 사건

## 참고 자료
- 박세길 (1999년 5월 1일). 〈제4장 하나의 나라와 두 개의 정부〉. 《다시 쓰는 한국현대사 (1)》. 서울: 돌베개. ISBN 89-7199-005-8.